# Giovanni Quagliata
Giovanni Battista Quagliata (Messina, 1603 – Messina, 1674) è stato un pittore italiano.
Durante la sua carriera godette del patrocinio e dell'amicizia del viceré di Sicilia Giovanni d'Austria.

## Biografia

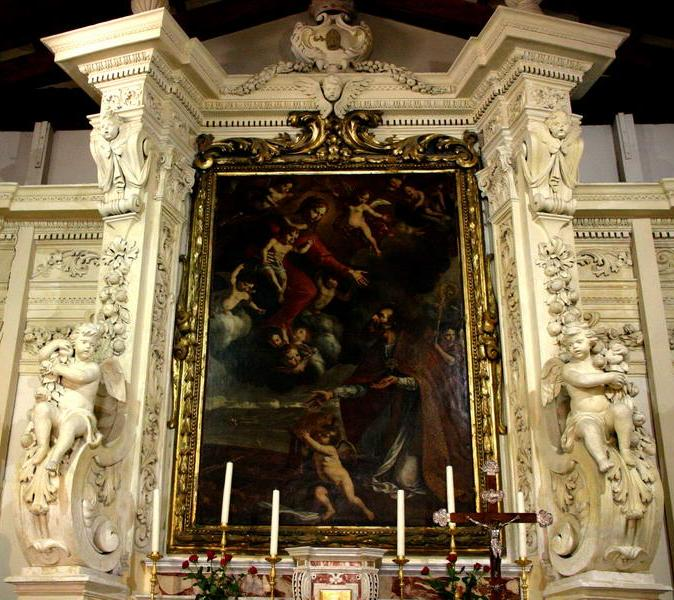
"Apparizione della Vergine Maria a San Paolo" altare Chiesa di San Paolino

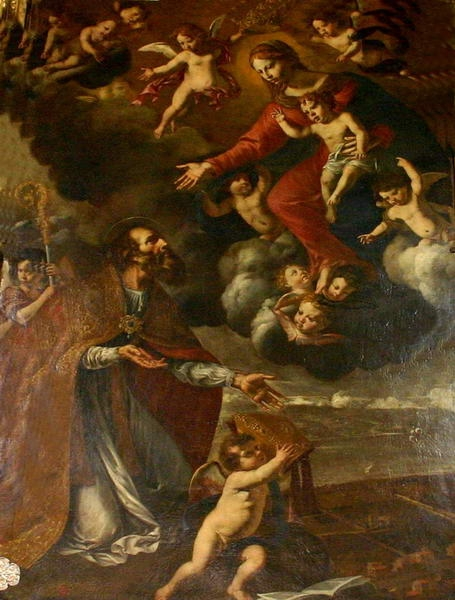
dettaglio.

Giovanni Quagliata altrimenti noto come Giovan Battista Quagliata o Giambattista Quagliata, è stato uno dei più importanti artisti a Messina, tra gli esponenti della pittura e architettura del barocco in Sicilia e in Italia.
Il padre Giovanni Domenico Quagliata nato attorno al 1570, artista di talento ma, non di grandezza e successo, verso la fine del XVI secolo da Roma si trasferisce nella fiorente Messina, dove sposa Francesca Le Donne da quale ha due figli Andrea (1594 o 99, † 1660) e Giovanni Battista. Il fratello Andrea è avviato dal padre allo studio della pittura e ben presto i due collaborano in opere comuni, Giovanni Battista è avviato allo studio della letteratura e filosofia, ma la carriera scolastica si interrompe alla morte prematura del padre. Conseguentemente sostiene con il suo lavoro artistico il fratello. A Roma grazie al talento, usufruisce di una borsa di studio nella bottega romana di Pietro da Cortona. Presto lavora in modo indipendente per la Chiesa e privati, numerose opere documentate nei registri della parrocchia di San Nicola in Arcione. È stato membro dell'Accademia di San Luca un'associazione di artisti Romana, fondata nel 1593 con lo scopo di elevare il lavoro degli "artisti", oggi ancora attiva. All'età di 24 anni sposa la romana Cinzia Conticelli.
Intorno al 1640 torna a Messina, dove riceve numerose commissioni per affreschi e dipinti su tavola nella tradizione stilistica del maestro Pietro da Cortona. Dopo la morte della moglie sposa Flavia Alias, sorella del sacerdote della Compagnia di Gesù e matematico Vincenzo Alias. Nel 1650 diventa istitutore d'arte del Viceré di Sicilia don Giovanni d'Austria. Per l'amicizia sviluppata tra il viceré e pittore è nominato cavaliere e riceve alcuni terreni nella zona di Forza d'Agrò presso la nascente cittadina di Sant'Alessio Siculo dove la maggior parte dei discendenti dei due suoi figli più noti si stabilisce.
La maggior parte delle opere conservate a Messina e nel circondario sono state gravemente danneggiate o distrutte col terremoto della Calabria meridionale del 1783 e del terremoto di Messina del 1908, così come del bombardamento alleato del 1943 durante il secondo conflitto mondiale.

## Opere

### Messina città
- XVII secolo, Scena allegorica.
- XVII secolo, Scena allegorica.
- XVII secolo, Sacrificio di Polissena.
- XVII secolo, Scene teatrali, guazzi, opere eseguite in collaborazione con Pietro Cirino su incarico del Senato di Messina documentate nel Teatro Sant'Elisabetta.[1]
- XVII secolo, Santa Cecilia, dipinto, opera documentata nella chiesa di Santa Cecilia dei Musici.[1][2]
- XVII secolo, Morte di San Benedetto, dipinto, opera documentata nella chiesa di Santa Barbara delle Monache.[3]
- XVII secolo, Vergine del Rosario, dipinto, opera documentata nella chiesa di San Domenico.[4]
- XVII secolo, Ciclo, affreschi, opere documentate nella chiesa di San Domenico.[4]
- XVII secolo, Vergine del Rosario, dipinto, opera documentata nella chiesa della Vittoria.[4]
- XVII secolo, Apparizione della Madonna con Bambino a San Paolino di Nola, dipinto, opera custodita nella chiesa di San Paolino.[4][5][6]
- 1647, Apparizione della Vergine Maria a San Paolo, pala d'altare custodita nella chiesa di Santa Rita.
- XVII secolo, Santi Cosma e Damiano, dipinto, opera documentata nella chiesa dei Santi Cosma e Damiano dei Medici.[4]
- 1658, Madonna degli Angeli, dipinto raffigurante la Vergine con Bambino tra san Francesco d'Assisi e Santa Chiara, opera custodita nella chiesa di Montevergine.[4]
- XVII secolo, Santa Chiara, dipinto, opera documentata nella chiesa di Santa Chiara.[4]
- Chiesa di San Cristoforo:
  - 1660, Transito di San Giuseppe, dipinto, opera documentata.[4]
  - 1660, Coronazione della Vergine, dipinto, opera documentata.[4]
- Chiesa della Santissima Annunziata dei Teatini:
  - XVII secolo, Misteri della Vergine Maria: Nascita, Presentazione, Purificazione, Assunzione, dipinti, opere documentate.[1][7]
  - XVII secolo, Ciclo, affreschi, opere documentate.[4]
- Chiesa di Gesù e Maria in San Giovanni:
  - XVII secolo, Ciclo, affreschi, opere in collaborazione con Fulco documentate.[4]
  - XVII secolo, Sant'Antonio e San Paolo Eremita, dipinto, opera documentata.[4]
  - XVII secolo, San Liborio, dipinto, opera documentata.[4]
- Basilica cattedrale protometropolitana della Santa Vergine Maria Assunta:
  - 1639, Morte di Sant'Alberto, Predicazione di San Paolo, Ambasceria dei Senatori Messinesi alla Vergine, Martirio di San Placido e Compagni, affreschi, gravemente danneggiati dal terremoto del 1908 e completamente distrutti nel bombardamento degli Alleati nel 1943. Parti di essi sono stati ricostruiti nella tribuna.[8][9]
  - XVII secolo, Distruzione di Gerico, dipinto, opera documentata.[4]
  - XVII secolo, Pasqua degli Ebrei, dipinto, opera documentata.[4]
  - XVII secolo, Custodia, completamento d'opera documentata.[1]
- Museo regionale di Messina: 
  - XVII secolo, Purificazione.
  - 1657, Maria Immacolata.
  - XVII secolo, Nascita della Vergine.
  - XVII secolo, Comunione di San Benedetto.
  - XVII secolo, Madonna di Propaganda Fide.
  - XVII secolo, Misteri della Vergine Maria, dipinti, opere già documentate nel Museo Peloritano.[4]

### Opere sparse
- XVII secolo, Predicazione di San Saverio, dipinto, opera documentata nella chiesa della Madonna di G. P. di Napoli.[1]
- 1639, San Gregorio celebra messa, dipinto, opera documentata nella chiesa di San Gioacchino a Pontenuovo di Napoli.[1]
- XVII secolo, Il Trionfo di Davide, dipinto, opera esposta nella Galleria nazionale d'arte antica di palazzo Corsini di Roma.
- XVII secolo, Natività di Maria Vergine, pala d'altare, opera custodita nella chiesa di Santa Maria di Costantinopoli di Roma.
- XVII secolo, Sant'Agata in carcere curata miracolosamente da San Pietro, dipinto, opera appartenente a Collezione Privata, Roma.
- XVII secolo, San Francesco Saverio, pala d'altare, opera custodita nella cappella eponima della chiesa di Santa Maria Odigitria  di Roma.
- XVII secolo, Madonna del Carmelo con San Domenico e Santa Caterina da Siena, dipinto, opera esposta alla Matthiesen Gallery di Londra.
- XVII secolo, Santi Cosma e Damiano, dipinto, opera custodita nel duomo della Santissima Annunziata di Fiumedinisi.
- XVII secolo, Transito di San Giuseppe, dipinto, opera custodita nel santuario di San Giacomo di Capizzi.
- XVII secolo, Visita della Santissima Vergine alla cugina Elisabetta, dipinto, attribuzione, opera custodita nella chiesa di Santa Maria di Gesù di Caltavuturo.
- 1661, Madonna dell'Idria con due monaci, olio su tela, opera autografa custodita nella chiesa di Santa Maria della Visitazione di Centineo, Barcellona Pozzo di Gotto.[10]